# 352
| [ Edytuj tabelę ] |                                                 |
| Król Aksum        | - 320 Ezana 360                                 |
| Władca Guptów     | - 330 Samudragupta 375                          |
| Władca Korei      | - 331 Kogugwŏn 371                              |
| Papież            | - 337 Juliusz I 352 - 352 Liberiusz 366         |
| Król Persji       | - 309 Szapur II 379                             |
| Cesarz Rzymu      | - 337 Konstancjusz II 361 - 350 Magnencjusz 353 |

Rok 352 / CCCLII
stulecia: III wiek ~
IV wiek ~
V wiek

lata: 342 «
347 «
348 «
349 «
350 «
351 «
352
» 353
» 354
» 355
» 356
» 357
» 362

## Wydarzenia
- 17 maja – Liberiusz został papieżem.
- 25 grudnia – pierwsze obchody święta Bożego Narodzenia w Cesarstwie rzymskim.
- Ataki Franków i Alamanów na rzymską Galię.
- Zakończyła się tzw. wojna przeciwko Gallusowi, powstanie stłumione przez Ursycyna.

## Urodzili się
- Sengrui, chiński buddysta (zm. 436).

## Zmarli
- 12 kwietnia – Juliusz I, papież.